# Kilonova
Una kilonova è una esplosione astronomica che si verifica quando due oggetti celesti superdensi, come stelle di neutroni e buchi neri, si fondono tra loro. La loro luminosità è 1000 volte più intensa di quella di una stella nova e da 1/10 a 1/100 di quella di una supernova.
Lo spettro energetico di una kilonova è concentrato prevalentemente nella zona dell'infrarosso vicino, a causa dell'elevata produzione di elementi radioattivi pesanti e ricchi di neutroni che fungerebbero da "filtro" alle radiazioni con frequenze più elevate.
Durante la coalescenza dei due oggetti progenitori fino alla fusione, una kilonova è anche una forte sorgente di onde gravitazionali.
L'emissione di onde gravitazionali, lampo gamma, raggi X, raggi UV, luce visibile, radiazione infrarossa e onde radio osservata a seguito dell'evento GW170817 sembrerebbe essere associata ad una kilonova risultante dalla fusione di due stelle di neutroni.
Ad ottobre 2017, un gruppo di astronomi a guida italiana, utilizzando lo strumento X-shooter del VLT, ha rilevato il primo spettro di una kilonova.